# Cisneros (Palencia)
Cisneros ist ein nordspanisches Dorf und Hauptort einer Gemeinde (municipio) mit 430 Einwohnern (Stand: 2024) in der Provinz Palencia in der Autonomen Gemeinschaft Kastilien-León.

## Lage und Klima
Cisneros liegt in der Region Tierra de Campos auf der kastilischen Hochebene in einer Höhe von ca. 800 m. Die Provinzhauptstadt Palencia befindet sich mit ihrem Stadtzentrum etwa 45 Kilometer (Fahrtstrecke) südöstlich.
Das Klima im Winter ist durchaus kalt, im Sommer dagegen warm bis heiß; die eher spärlichen Regenfälle (ca. 545 mm/Jahr) fallen überwiegend im Winterhalbjahr.

## Bevölkerungsentwicklung
| Jahr      | 1970 | 1981 | 1991 | 2001 | 2011 | 2021 |
| Einwohner | 1009 | 685  | 693  | 586  | 513  | 492  |

## Sehenswürdigkeiten

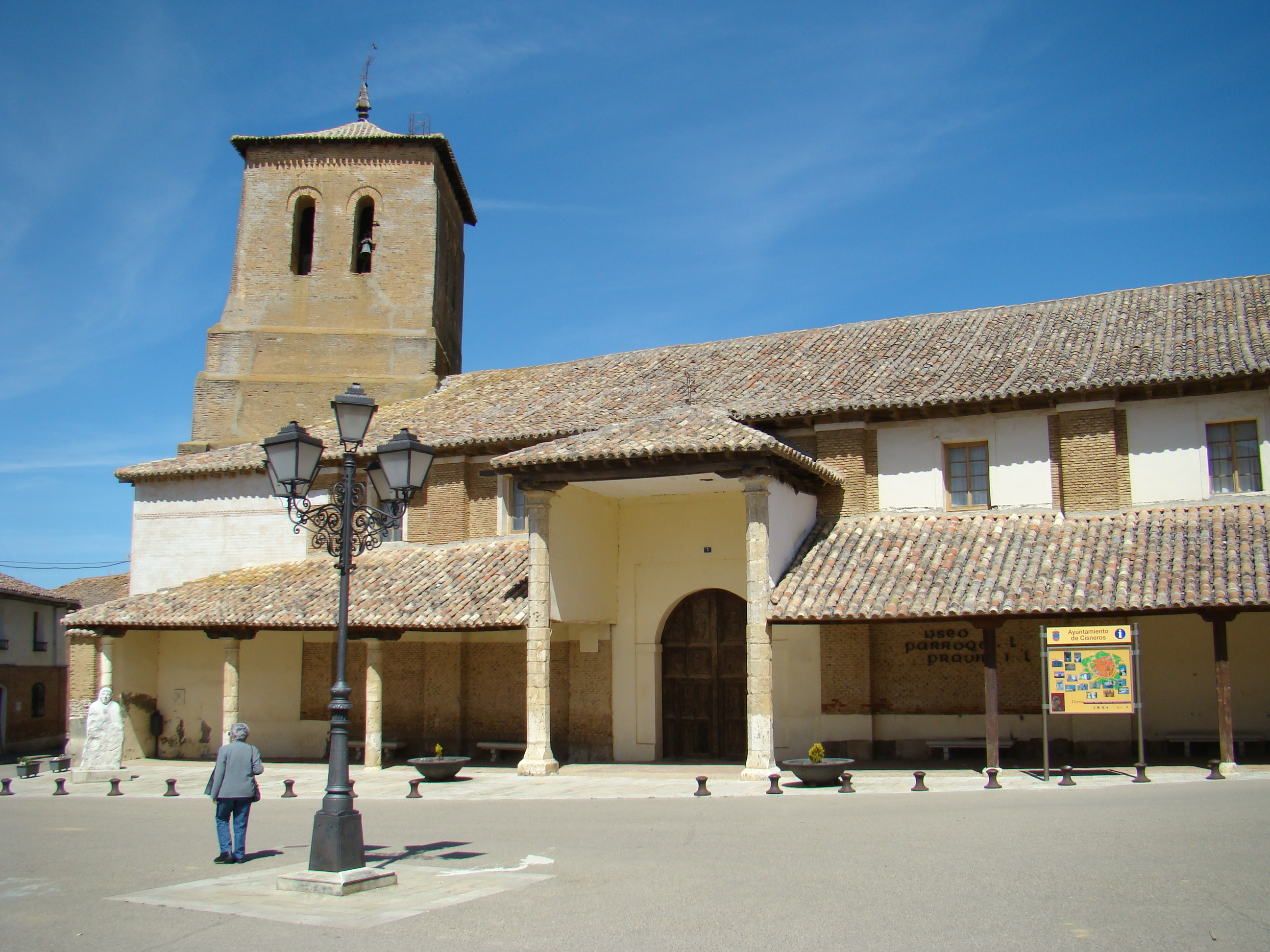
Peterskirche
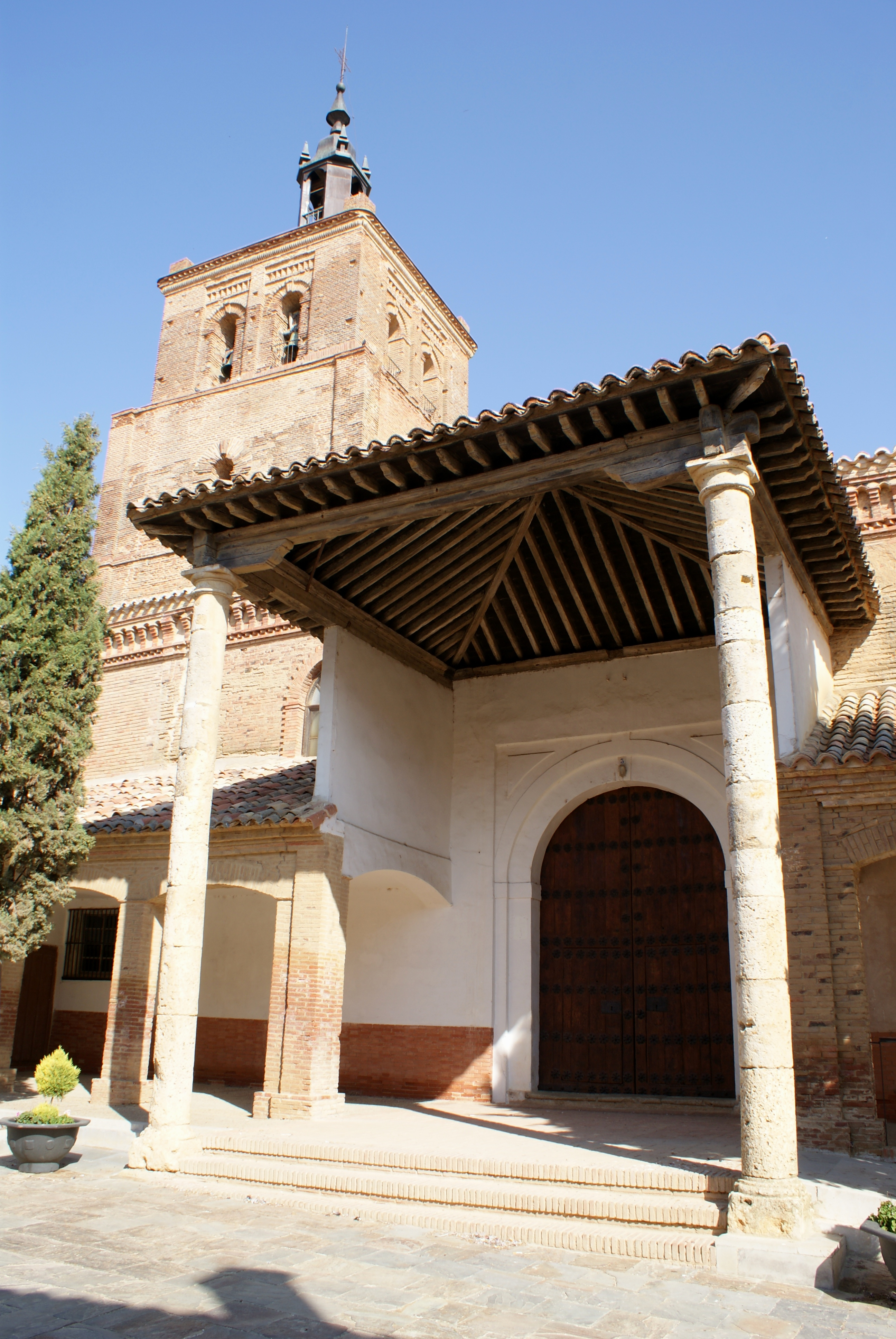
Fakundus-und-Primitivus-Kirche
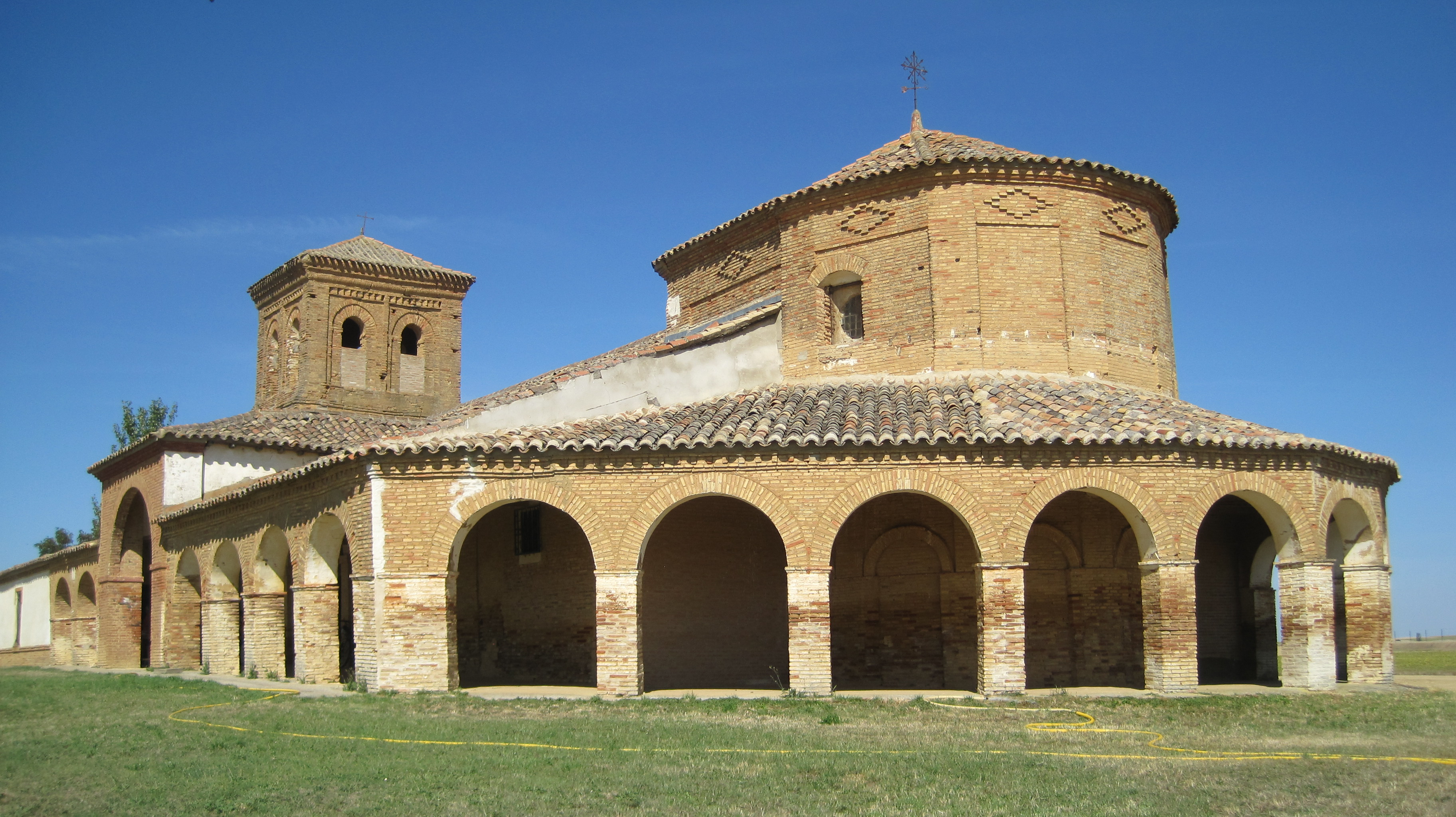
Christuskapelle
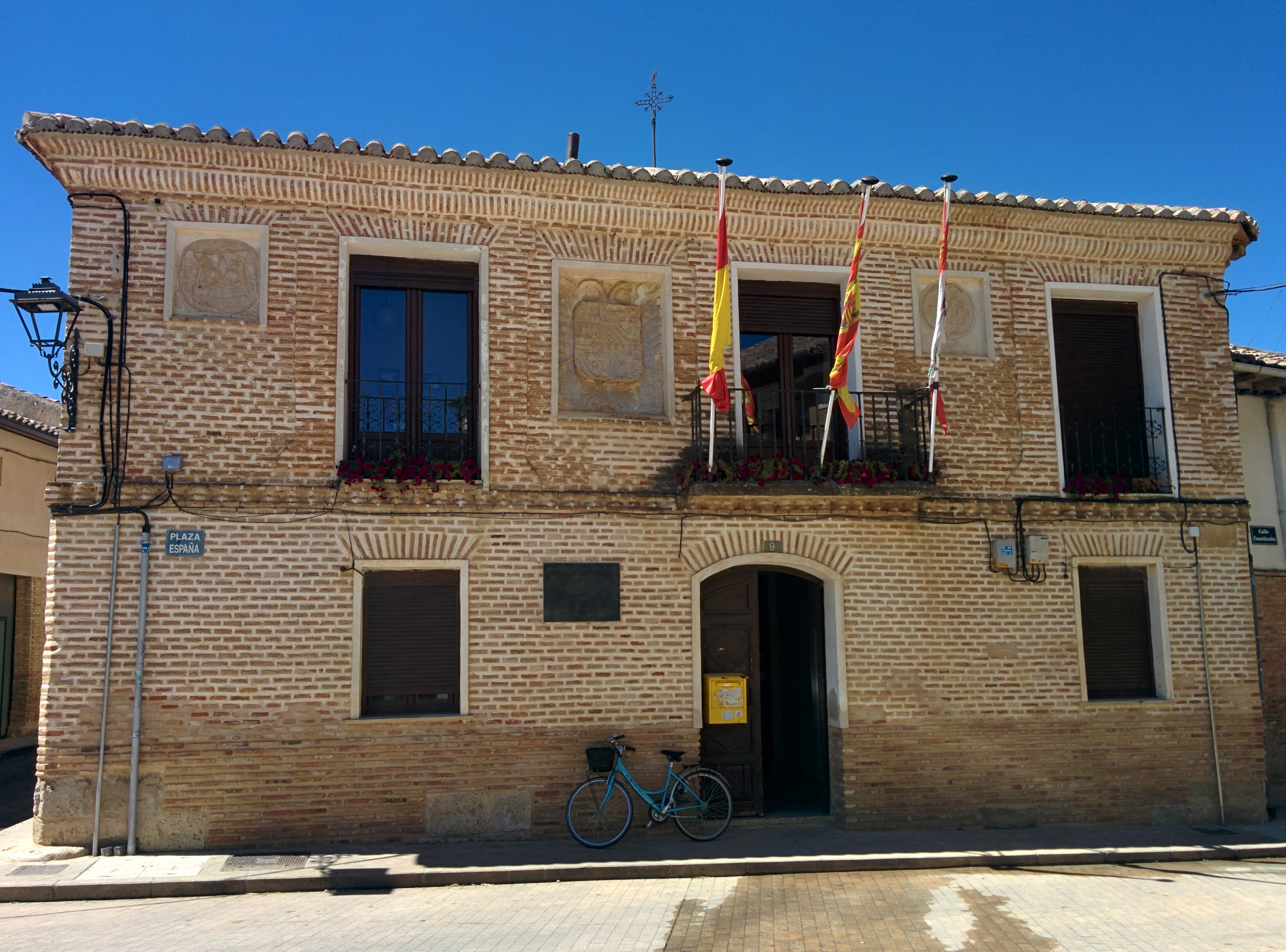
Rathaus

- Peterskirche
- Fakundus-und-Primitivus-Kirche
- Christuskapelle
- Rathaus

## Persönlichkeiten
- Garcias de Cisneros (1455–1510), Abt von Montserrat
- Virgilio Zapatero (* 1946), Minister (1986–1993)